# Sahlassan
Sahlassan ist ein Ortsteil der Gemeinde Liebschützberg im Landkreis Nordsachsen in Sachsen.

## Geografie und Verkehrsanbindung
Der Ort liegt nordwestlich von Strehla an der S 27 und an der Kreisstraße K 8993. Am westlichen Ortsrand fließt der Rietschgraben, östlich des Ortes verläuft die B 182 und fließt die Elbe. Die Landesgrenze zu Brandenburg verläuft 3 km entfernt nordöstlich.

## Kulturdenkmale
In der Liste der Kulturdenkmale in Liebschützberg sind für Sahlassan fünf Kulturdenkmale aufgeführt, darunter 
- die um 1895 erbaute ehemalige Schule (An der Schule 7), ein eingeschossiger Putzbau mit reicher Gliederung, polygonalem Granitsockel, Krüppelwalmdach (Biberschwanzdeckung), Seitenrisalit, Eckbetonung durch Putzbossen, Gurtgesims und originaler Haustür. Im sanierten Gebäude sind Windfang und Fenster (im Zwerchhaus und Giebel alt) neu.